# 燃ゆる大空
『燃ゆる大空』（もゆるおおぞら）は、1940年（昭和15年）公開の日本映画、および同作の主題歌（軍歌）。

## 概要
大日本帝国陸軍の航空部隊（陸軍航空部隊）の支那事変（日中戦争）での活躍ならびに、戦闘機・爆撃機の操縦者（空中勤務者）として活躍する、陸軍少年飛行兵出身の若き下士官たちの戦いぶりや成長を、少飛時代の元教官にして主人公らの所属する飛行戦隊の中隊長（飛行中隊長）として赴任してきた将校との交流を絡めて描く、戦争映画である。
キネマ旬報ベスト・テン日本映画第8位。特殊撮影の円谷英一（円谷英二）は日本カメラマン協会賞を受賞した。

## あらすじ
熊谷陸軍飛行学校の教官・山本は、元気な生徒たちに毎日厳しい訓練を施し、次々に一人前の操縦者として巣立たせていった。その2年後の1938年（昭和13年）2月、山本は自らも戦闘機隊中隊長として支那事変下の北支戦線に赴き、逞しい軍人となったかつての教え子たちと再会する。田中はすでに壮烈なる戦死を遂げていたものの、行本と山村は戦闘機隊、佐藤は爆撃機隊として活躍を続けていた。再会の喜びの覚めやらぬ間に、敵地に不時着した山村を行本が強行着陸して救出するなど、戦火はいよいよ激しさを増していく。部隊は奮戦し、大なる戦果を挙げ続けるが、帰らぬ者もまた増えていった。

## キャスト
- 山本大尉（戦闘機隊中隊長）：大日方傳
- 行本生徒：月田一郎
- 山村生徒：大川平八郎
- 佐藤生徒：灰田勝彦
- 田中生徒：伊東薫
- 週番士官：清川荘司
- 仁礼部隊長：高田稔
- 大橋軍医大尉：長谷川一夫
- 能登大尉：龍崎一郎
- 横田中尉：三木利夫
- 稲葉少尉：真木順
- 教官：深見泰三
- 副官：原聖四郎
- 戦闘隊：中村彰、社栄一、沢村昌之助、沼田春雄、島壮児、谷三平
- 奈良大尉(爆撃隊長)：藤田進
- 爆撃隊：佐山亮、永井柳太郎、大崎時一郎、鉄一郎、大杉晋、木下陽
- 機附兵：柳谷寛、小森敏、竹下富四郎、木村勝太郎
- 看視兵：津田光男
- 生徒：斎藤英雄、楠本武伸
- その他：岬洋二、藤沢春夫、山川ひろし、今成平九郎、山辺閃、鬼沢伊佐雄、大久保欣四郎、築地博、杉本潤一、赤井市也、進藤修

## スタッフ
- 原作：北村小松
- 監修：陸軍航空本部
- 特殊技術撮影：円谷英一[2]、奥野文四郎
- 主題歌「燃ゆる大空」
  - 作詞：佐藤惣之助
  - 作曲：山田耕筰

## 登場兵器

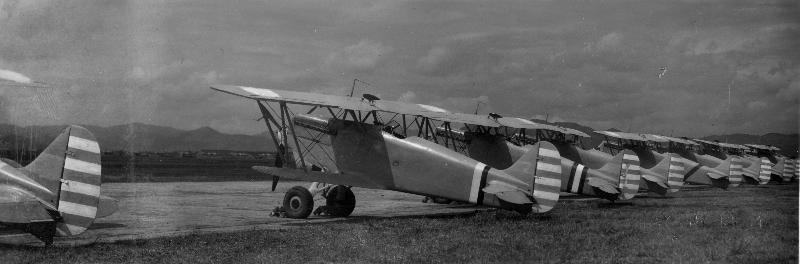
撮影のために中国空軍機に扮した九五戦

- 九七式戦闘機
- 九七式重爆撃機
- 九七式軽爆撃機
- 九七式輸送機
- 九五式一型練習機（練習機）
- 九一式戦闘機（練習機）
- 九三式重爆撃機（練習機）
- 九五式戦闘機（中国空軍のI-15役）
- トヨタ・ABR型乗用車

## 撮影
皇紀2600年記念として製作期間3年をかけて制作された。陸軍省・陸軍航空本部全面協力のもと、日中戦争当時の帝国陸軍の実物軍用機947機や装備、および現役空中勤務者らが撮影に参加している。当時最新鋭の九七式戦闘機や九七式重爆撃機などが大量に使用されたほか、旧式の九五式戦闘機が中国空軍のI-15役として出演している。
飛行シーンのほとんどでは特撮やニュース映画などの既存フィルムを使い回さず、実機を実際に映画のために飛ばして撮影している点で『翼の凱歌』『加藤隼戦闘隊』と並び、評価の高い作品である。また、飛行学校での海上目標に対する機銃掃射の演習シーンや、九五戦が相手の格闘戦シーンなどでは九七戦の操縦席に撮影カメラを設置し、戦闘機操縦者の目線による臨場感のある撮影がなされている。
監督の阿部豊は、特殊技術に懐疑的であったことから実景を中心としていたが、一部のシーンは迫力不足として特撮シーンが追加された。
不時着するシーンのため、ケント紙を張り合わせて制作した飛行機をロケ先でパチンコを用いて飛ばすという撮影を行ったが、崖下からカメラ3台で構えていたものの飛行機が風に乗って飛んでいってしまい、消息不明になったという。
序盤では熊谷陸軍飛行学校における、少年飛行兵生徒らの訓練や生活の様子をリアルに、時にはユーモラスに描写しており、少飛の宣伝を兼ねている。また、女性の出演者が一人もいないのは当時としても特異である。長谷川一夫が飛行部隊附軍医役で出演しているのは、女性客の集客を考慮したためという。

## 主題歌
作詞は佐藤惣之助、作曲は山田耕筰、編曲は仁木他喜雄、歌唱は霧島昇・藤山一郎。1940年5月に日本コロムビアから発売された。NHK国民歌謡にも選定され、『国民歌謡』第64集に収録された。
佐藤の明るく躍動感あふれる歌詞と、ドイツの行進曲を思わせる山田の格調高い旋律が人気を集めた。映画主題歌としては、陸軍落下傘部隊を謳った『空の神兵』などと同じく軍歌（戦時歌謡）としてもヒットし、戦後も多くの音源が制作された。レコードでは混声合唱が加わり、第三番では藤山の歌声にハミングを絡ませて効果を上げている。一方、映画本編では序盤と終盤に男声合唱版が使用されている。
その後、タツノコプロ制作の『アニメンタリー 決断』では劇中のBGMにインストが使用されたほか、中日ドラゴンズの仁村徹選手のヒッティング・マーチに冒頭の一節が使用された。

### 歌詞
著作権のうち、歌詞は1992年末に、曲は2015年末に失効し、パブリックドメインとなった。

1. 燃ゆる大空 気流だ 雲だ
騰がるぞ翔（かけ）るぞ 迅風（はやて）の如く
爆音正しく 高度を持して
輝くつばさよ 光華（ひかり）と競え
航空日本 空征く我等
2. 機翼どよもす 嵐だ 雨だ
燦めくプロペラ 真っ先かけて
皇国（みくに）に捧ぐる 雄々しき命
無敵のつばさよ 溌剌挙（こぞ）れ
闘志は尽きぬ 精鋭我等
3. 地上はるかに 南だ 北だ
攻むるも守るも 縦横無尽
戦闘爆撃 第一線に
降魔のつばさよ 電波と奮え
東亜の空を 征する我等
4. 空を拓かん 希望だ 道だ
七つの海原 大陸衝いて
文化を進むる 意気高らかに
金鵄のつばさよ 世界を凌げ
国威を担う 若人我等